# Atentado contra la catedral católica siria de Bagdad en 2010
El ataque a la iglesia cristiana de Bagdad en 2010 fue un ataque terrorista dirigido contra los católicos sirios en Bagdad, Irak, el 31 de octubre de 2010, que dejó al menos 58 personas muertas, incluyendo 2 sacerdotes, y otros 75 heridos después de que más de 100 feligreses hubieran sido tomados como rehenes. El grupo terrorista Estado Islámico, en esa época vinculado a al-Qaeda, se atribuyó la responsabilidad del ataque.

## Ataques
Aproximadamente cinco o seis pistoleros atacaron la bolsa de valores de Bagdad, donde mataron a dos guardias, tras una fuerte explosión y ráfagas de disparos. Los atacantes huyeron, a continuación, a la iglesia católica siria de Nuestra Señora de la Liberación, en el barrio de Karrada en la noche. En la iglesia, tomaron el edificio y secuestraron a los asistentes al culto, manteniendo como rehenes a más de 100 personas.
Cuando los atacantes entraron en la Iglesia, cerraron la puerta y comenzaron a disparar a las luces, al mobiliario, a los crucifijos, a las estatuas de la Virgen y a los fieles asistentes de la Eucaristía del domingo. A raíz de la incursión, fueron acordonadas las calles en el barrio y se produjo un enfrentamiento después de que la policía llegase al lugar dos horas más tarde.
Abdullah Hermiz, director del Fondo Cristiano, una organización estatal que supervisa las iglesias de Irak, declaró que una parte del edificio estaba en construcción y por lo tanto el domingo se celebraba en otra parte de la Iglesia. Dijo, a continuación, los fieles estaban a punto "de salir y al oír el tiroteo, debido a la situación de miedo, algunos corrían hacia fuera de la iglesia mientras que otros se mantuvieron dentro". El ejército de Estados Unidos sospecha que los atacantes eran de al-Qaeda debido a sus tácticas, técnicas y procedimientos. El teniente coronel estadounidense Eric Bloom afirmó que, de las 100 personas en la iglesia, 19 lograron escapar. Según su declaración, las fuerzas especiales iraquíes irrumpieron en la iglesia a las 19:00, hora local. Dijo que la incursión fue un "robo equivocado. Les hemos visto recurrir a robo para obtener financiación. Ha sido muy difícil para ellos obtener fuera la financiación, por lo que recurren a pequeños crímenes para intentar financiarse." Tanto los funcionarios iraquíes como los militares estadounidenses elogiaron el rescate.
Un funcionario de la Iglesia dijo que "los hombres que llevaron a cabo el ataque estaban muy organizados, por la manera como entraron, lo bien preparados que parecían y por estar armados con ametralladoras, cinturones de explosivos y todo lo que pudiesen necesitar".
Cuarenta y cinco de los muertos eran rehenes, incluidos dos sacerdotes, un bebé y jóvenes , mientras que los otros eran 12 policías, 5 transeúntes y varios pistoleros. Otro 78 personas resultaron heridas.

## Investigación
Abdul Qader al-Obeidi, Ministro de defensa de Irak, dijo que una de las llamadas de teléfono de los atacantes fue "totalmente interceptada" y creía que no eran iraquíes porque hablaban árabe clásico, "quizás en un intento para ocultar su identidad." La televisión Al-Baghdadiya afirmó recibir una llamada de teléfono de uno de los atacantes en la que exigía la liberación de todos los presos de al-Qaeda en Irak y Egipto. También afirmaron que se encontraban mujeres musulmanas contra su voluntad en los monasterios coptos de Egipto.

## Responsabilidad
De acuerdo con el sitio web del grupo terrorista al-Qaida, el atentado habría sido perpetrado por miembros de Estado Islámico.
En el comunicado, hacían referencia a la Iglesia católica como "la guarida sucia de la idolatría", además de llamar a una campaña contra el cristianismo en Irak.

## Reacción internacional
- Irak: Monseñor Eyos Qasho, funcionario de la Iglesia, dijo: "si los hijos de este país no pueden vivir en paz, la situación es claramente inaceptable. Si hubiésemos tenido una seguridad adecuada, esto no hubiera ocurrido." Shlimon Wardoni, obispo caldeo dijo "este hecho es trágico para los cristianos y para todos los iraquíes. Si tuviéramos un Gobierno y unas leyes para las personas, todo sería mucho mejor." El padre Douglas Yousef al-Bazy, quien trabajó con los sacerdotes asesinados en la iglesia afirmó que el ataque fue "realmente terrible. La gente que entró quería matar a la Iglesia: los sacerdotes que les servían, al pueblo e incluso el edificio. Perdimos a nuestros mejores amigos allí. Cuando alguien muere decimos que hay una razón, pero en realidad cuando ellos son asesinados – cuando matan a gente joven, sacerdotes jóvenes – están intentando matar a nuestro futuro. Aquellos que dicen la situación es segura, que podemos vivir pacíficamente en Iraq, son unos mentirosos. Pero nos mantendremos en este país, porque todavía hay pueblo cristiano aquí y aún tenemos una misión".[7]
- Hezbolá: Hezbolá ha condenado los ataques del lunes contra la Iglesia Baptista Arqueológica de Jerusalén. En una declaración publicada, Hezbolá señaló que las perversas huellas de los sionistas eran claras en este crimen, ya que el plan sionista está basado en fragmentar esta región en pequeñas entidades sectarias con el fin de poder dominarla.[11]
- Estados Unidos: El secretario de prensa de la Casa Blanca Robert Gibbs dijo en una declaración por escrito: "Estados Unidos condena enérgicamente este acto sin sentido con rehenes y la violencia por parte de terroristas vinculados al Qaeda en Irak que se produjo el domingo en Bagdad, matando a tantos iraquíes inocentes".[12]
- Santa Sede: El papa Benedicto XVI condenó rotundamente el ataque y la "violencia absurda"[13][14] y pidió redoblar los esfuerzos internacionales en la intermediación de la paz en la región,[15] además de rezar "por las víctimas de esta violencia que no tiene sentido y más despiadada que nunca al golpear a gente indefensa que se encontraba en la Casa de Dios, que es una casa para el amor y la reconciliación".[16]

## Proceso de canonización
El 31 de octubre de 2019 la Arquidiócesis de Bagdad inició el proceso de canonización de 48 católicos que murieron durante el atentado. El 5 de marzo de 2021, el papa Francisco visitó la iglesia donde ocurrió el ataque.